# Canelas (kommun)
Canelas är en kommun i Mexiko.   Den ligger i delstaten Durango, i den centrala delen av landet, 1 000 km nordväst om huvudstaden Mexico City.
Följande samhällen finns i Canelas:
- Canelas
- Zapotes de Rodríguez
- Arroyo Grande